# روبرت هاسي
روبرت هاسي هو محامي وسياسي أمريكي، ولد في 10 مايو 1923، وتوفي في 30 سبتمبر 2009. نشط حزبياً في الحزب الجمهوري. وقد انتخب عضو جمعية ولاية ويسكونسن ‏.